# Gephyromantis redimitus
Gephyromantis redimitus is een kikker uit de familie gouden kikkers (Mantellidae). De soort werd voor het eerst wetenschappelijk beschreven door George Albert Boulenger in 1889. Oorspronkelijk werd de wetenschappelijke naam Rana redimita gebruikt. De soort behoort tot het geslacht Gephyromantis.

## Leefgebied
De kikker is endemisch in Madagaskar. De soort komt voor in het oosten van het eiland en leeft in de subtropische bossen van Madagaskar tot het Andringitramassief op een hoogte van tot de 850 meter boven zeeniveau. De soort komt ook voor in nationaal park Masoala en op de eilanden Nosy Mangabe en Île Sainte-Marie.

## Synoniemen
- Mantidactylus redimitus (Boulenger, 1889)
- Rana redimita Boulenger, 1889